# Instituto de Identificação Félix Pacheco
O Instituto de Identificação Félix Pacheco (IIFP) é a subdivisão da Polícia Civil do Estado do Rio de Janeiro responsável pelas operações e serviços de identificação criminal e suas diligências correlatas.  Ora vinculado ao Departamento-Geral De Polícia Técnico-Científica e dirigido pelo Perito Papiloscopista Policial Alexandre Trece Motta, o IIFP também foi responsável pelos serviços de e missão de carteiras de identidade no Estado do Rio de Janeiro até a fundação da Diretoria de Identificação Civil do Departamento De Trânsito do Estado do Rio de Janeiro em 21 de Janeiro de 1997.
Fundado como Gabinete De Identificação & Estatística da Polícia Do Distrito Federal em 29 de Dezembro de 1902, recebeu em 1941 sua homenagem ora conhecida ao jornalista e político Félix Pacheco, introdutor e pioneiro da identificação datiloscópica no Brasil, e tornou-se o primeiro a trabalhar efetivamente com o procedimento datiloscópico para fins criminais e, posteriormente, civis.
Tem como principal função, conforme a Lei Orgânica da Polícia Civil do Rio de Janeiro, a Gestão dos processo de identificação civil e criminal, expedindo documentos oficiais como "Certidões/Folhas de Antecedentes Criminais", "Laudos de Perícia Papiloscópica" e outros documentos correlatos vinculados à defesa e proteção da cidadania. Para atingir estes objetivos, possui o segundo maior acervo de documentos de identificação brasileiro com mais de 28 milhões de pessoas biometrizadas no Sistema Estadual de |Identificação do Rio de Janeiro.
Sua sede fica ao Nº 505 da Rua Frei Caneca, no Estácio (Rio De Janeiro).